# سانتشوريخا
بلدية سانتشوريخا (بالإسبانية: Sanchorreja) هي بلدية تقع في مقاطعة آبلة التابعة لمنطقة قشتالة وليون وسط إسبانيا.

## الديموغرافيا
بلغ عدد سكان بلدية سانتشوريخا 95 نسمة عام 2011 (وفقاً للمعهد الوطني للإحصاء الإسباني).
| 136 | 137 | 139 | 127 | 124 | 106 | 95 |